# Standortverwaltung Düren

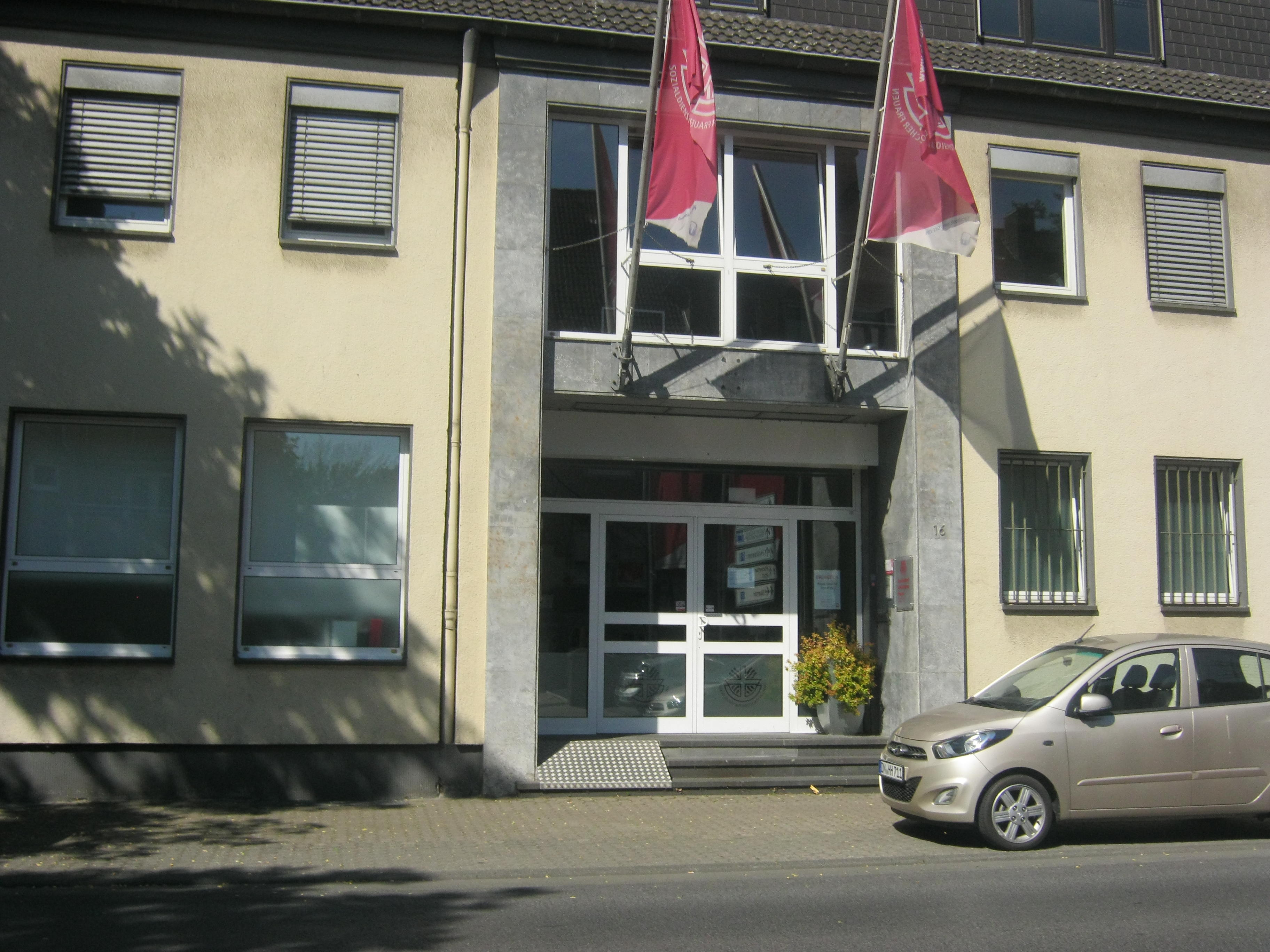
Die ehemalige StOV Düren, Friedrichstr. 16

Die Standortverwaltung Düren war eine Ortsbehörde der Bundeswehrverwaltung. Als Dienststelle der territorialen Wehrverwaltung nahm diese einige der sich aus Art. 87 b des Grundgesetzes ergebenen Aufgaben im Kreis Düren und in benachbarten Gebieten wahr. Sie befand sich zuletzt in Düren, Friedrichstraße 16. Vorgesetzte Dienststelle war die Wehrbereichsverwaltung III (später Wehrbereichsverwaltung West) in Düsseldorf.
In den 1960er Jahren war sie in der Riemann-Kaserne an der heutigen Euskirchener Straße untergebracht. Anfang der 1970er Jahre zog sie in das neue Domizil um. Die zwischen Friedrichstraße und Oberstraße gelegene Liegenschaft wurde von den belgischen Streitkräften übernommen, die dort u. a. ein Offizierscasino betrieben hatten.
Letzter Dienststellenleiter war Herr Regierungsoberamtsrat Meiser, bevor die Dienststelle vor dem Hintergrund der beschlossenen Schließung kommissarisch von der Standortverwaltung Aachen aus geleitet wurde.
Am 2. November 2004 stellte der damalige Verteidigungsminister Peter Struck eine Streichliste für die Bundeswehr vor (Konzept „Die Stationierung der Bundeswehr in Deutschland“). Demnach sollte die Standortverwaltung (StOV) Düren bis 2010 mit der StOV Aachen fusionieren, da Düren keine Garnisonsstadt mehr war. Außerdem lag die StOV Aachen verkehrsgünstiger. Die Fusion erfolgte im Jahr 2007.
Die StOV Düren hatte zuletzt Außenstellen in Nörvenich, Stockheim und Mechernich. In Stockheim im Gewerbegebiet an der Panzerstraße gab es eine Bekleidungskammer.
Im Jahr 2008 hatte die Standortverwaltung etwa 300 Beschäftigte an den oben genannten Standorten, z. B. Handwerker, landwirtschaftliche Arbeiter uvm.
Bereits 2001 berichtete „Die Welt“:

„Manchmal gibt es schon Rückschritte. Beim Versuch, das Liegenschaftsmanagement im Bereich der Standortverwaltung Düren zu privatisieren, stellte sich heraus, dass "keines der sieben interessierten Unternehmen im Verhältnis zur Standortverwaltung Düren die Leistungen wirtschaftlicher angeboten hat", so Scharpings Staatssekretärin Brigitte Schulte (SPD).“

Heute befindet sich im Gebäude der Sozialdienst Katholischer Frauen.